# Mistrzostwa Europy w Piłce Nożnej 2016

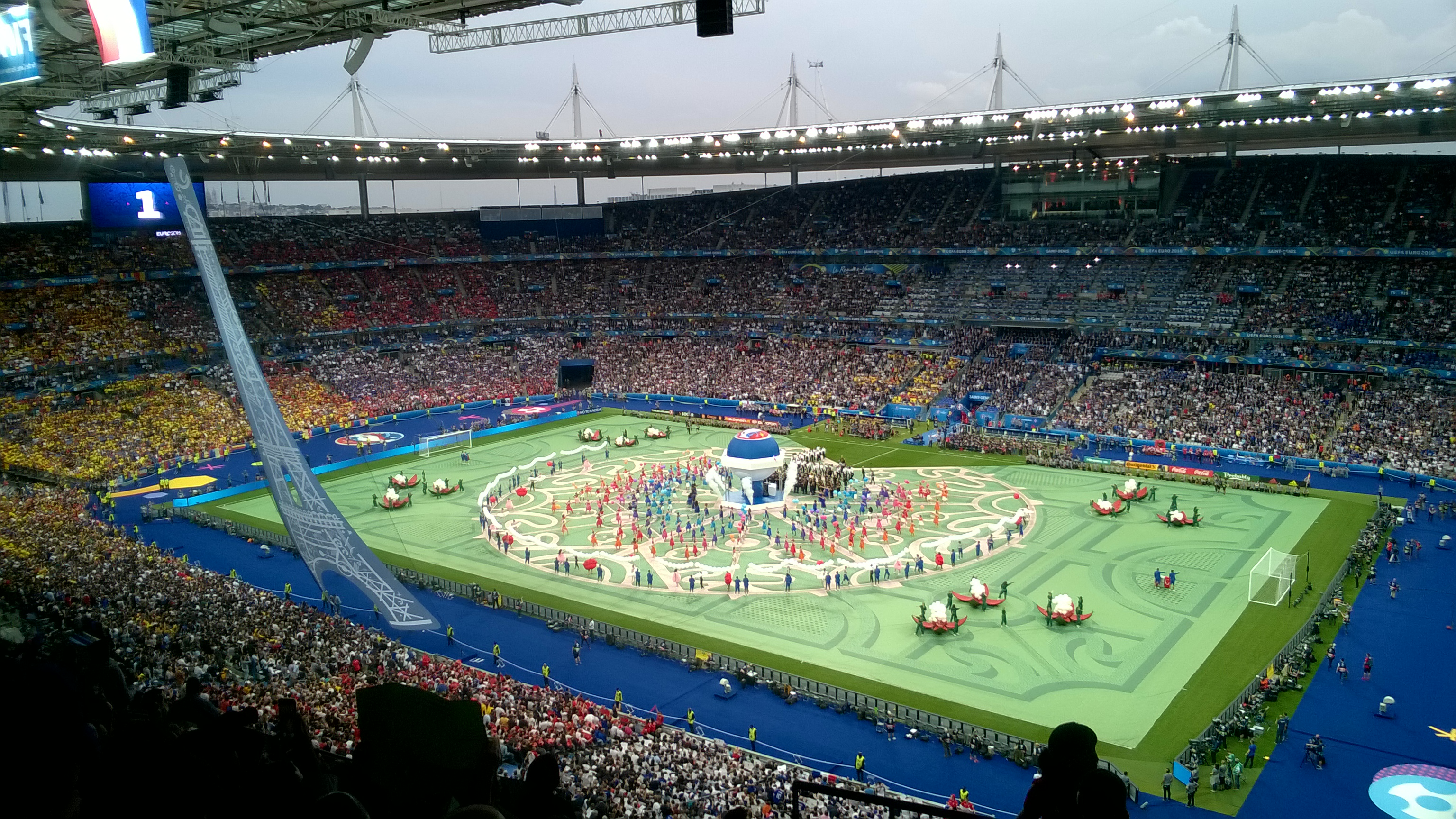
Ceremonia otwarcia turnieju.

Mistrzostwa Europy w Piłce Nożnej 2016 (fr. Championnat d’Europe UEFA de football 2016, oficjalnie UEFA Euro 2016 France) – XV edycja turnieju finałowego piłkarskich mistrzostw Europy organizowanego przez UEFA od 10 czerwca do 10 lipca we Francji. W imprezie po raz pierwszy brały udział 24 reprezentacje, bowiem propozycję rywalizacji z 24 uczestnikami jednomyślnie zaaprobowały wszystkie 53 krajowe związki piłkarskie w Europie.
26 czerwca 2013 zaprezentowano oficjalne logo mistrzostw.
10 lipca 2016 reprezentacja Portugalii pokonała w finałowej dogrywce Francję (1:0) i pierwszy raz w historii zdobyła tytuł Mistrza Europy.

## Wybór gospodarza
Francja
     Włochy
     Turcja

Francja
Włochy
Turcja

Decyzję o wyborze gospodarza podjął 28 maja 2010 w Genewie Komitet Wykonawczy UEFA. Termin zgłaszania kandydatur przez państwa ubiegające się o organizację mistrzostw upłynął 31 marca 2009. Zgłoszone zostały cztery kandydatury: Francja, Szwecja/Norwegia, Turcja i Włochy (1 marca 2009, z powodu kryzysu gospodarczego, Szkocja i Walia zdecydowały się nie składać aplikacji, choć wcześniej wstępnie wyraziły taką chęć). W grudniu 2009 Szwecja i Norwegia wycofały jednak swoją kandydaturę, wobec czego gospodarz był wybierany spośród następujących kandydatur:

### Francja
W chwili zgłaszania swej kandydatury, Francja miała na koncie organizację pięciu wielkich, seniorskich turniejów piłkarskich: dwa razy mistrzostw Europy (1960 i 1984), dwukrotnie mistrzostw świata (1938 i 1998) oraz jeden raz Pucharu Konfederacji (2003).
18 kwietnia 2007 Jean-Pierre Escalettes – prezes Francuskiego Związku Piłki Nożnej (FFF) zadeklarował, że Francja zamierza ubiegać się o organizację Euro 2016. 11 grudnia 2007 francuski minister sportu Bernard Laporte powiedział, że kandydatura będzie miała pełne poparcie rządu i zostanie zgłoszona pod koniec 2008 lub na początku 2009.
11 listopada 2009 FFF podała listę 12 stadionów, na których zamierzała przeprowadzić rywalizację. 4 areny zamierzano wybudować od podstaw, zaś 7 obiektów miało zostać rozbudowanych. W stanie istniejącym zdecydowano się pozostawić jedynie Stade de France w Saint-Denis. Na liście brakowało dwóch stadionów, na których dekadę wcześniej rozgrywano spotkania MŚ 1998: Stade de la Beaujoire w Nantes i Stade de la Mosson w Montpellier.
Stadiony istniejące, do ewentualnej rozbudowy:
- Stade de France w Saint-Denis (ówczesna pojemność: 81 338 miejsc, w przyszłości bez zmian)
- Stade Vélodrome w Marsylii (ówczesna pojemność: 60 013 miejsc, planowana rozbudowa do ok. 67 tysięcy miejsc)
- Parc des Princes w Paryżu (ówczesna pojemność: 48 713 miejsc, planowana rozbudowa do ok. 51 tysięcy miejsc)
- Stade Félix-Bollaert w Lens (ówczesna pojemność: 41 809 miejsc, planowana rozbudowa do ok. 45 tysięcy miejsc)
- Stade Geoffroy-Guichard w Saint-Étienne (ówczesna pojemność: 35 616 miejsc, planowana rozbudowa do 39 147 miejsc)
- Stadium Municipal w Tuluzie (ówczesna pojemność: 35 472 miejsc, planowana rozbudowa do 37 050 miejsc)
- Stade de la Meinau w Strasburgu (ówczesna pojemność: 29 tysięcy miejsc, planowana rozbudowa do 36 153 miejsc)
- Stade Marcel Picot w Nancy (ówczesna pojemność: 20 087 miejsc, planowana rozbudowa do 31 420 miejsc)

Stadiony projektowane, budowane od podstaw:
- Grand Stade de Lyon w Lyon (planowana pojemność: 58 328 miejsc)
- Grand Stade Lille Métropole w Lille (planowana pojemność: 50 186 miejsc)
- Nouveau Stade de Bordeaux w Bordeaux (planowana pojemność: ok. 42 tysięcy miejsc)
- Grand Stade de Nice w Nicei (planowana pojemność: 33 470 miejsc)

### Turcja
Prezes Tureckiego Związku Piłki Nożnej (TFF) Hasan Doğan zadeklarował po tym, jak Polska i Ukraina będą organizować ME, że razem złączy siły z Grekami i będzie starał się o Euro 2016 jeszcze za swojej kadencji. Wspomniał też o „obiecujących rozmowach” pomiędzy nim a federacją grecką w tej sprawie. Ostatecznie jednak tylko Turcja zgłosiła swoją kandydaturę do organizowania turnieju.
Stadiony, na których mogły odbyć się finały:
- Ankara 19 Mayıs Stadyumu w Ankarze (planowana pojemność: 43 403 miejsc)
- Antalya Stadyumu w Antalyi (planowana pojemność: 44 301 miejsc)
- Bursa Atatürk Stadyumu w Bursie (planowana pojemność: 33 157 miejsc)
- Nowy stadion w Eskişehirze (planowana pojemność: 38 792 miejsc)
- Nowy stadion w Izmirze (planowana pojemność: 43 900 miejsc)
- Kadir Has Stadyumu w Kayseri (planowana pojemność: 33 296 miejsc)
- Nowy stadion w Konyi (planowana pojemność: 32 967 miejsc)
- Atatürk Olimpiyat Stadyumu w Stambule (ówczesna pojemność: 76 092 miejsc)
- Türk Telekom Arena w Stambule (planowana pojemność: 52 652 miejsc)

### Włochy
Wcześniej Włochy dwukrotnie organizowały mistrzostwa Europy (1968 i 1980) oraz dwa razy mistrzostwa świata (1934 i 1990).
Po ogłoszeniu decyzji Walii i Szkocji dotyczącej nieubiegania się o organizację Euro 2016, komunikat o gotowości ze strony Włoch przekazał Giancarlo Abete, szef Włoskiego Związku Piłki Nożnej (FIGC).
29 stycznia 2009 FIGC ogłosiła listę stadionów, na których mogłoby zostać przeprowadzone Euro 2016. Lista została zmodyfikowana 30 września 2009:
- Stadio San Nicola w Bari (ówczesna pojemność: 58 248 miejsc)
- Stadio Sant’Elia w Cagliari (ówczesna pojemność: 23 486 miejsc)
- Stadio Dino Manuzzi w Cesenie (ówczesna pojemność: 23 860 miejsc)
- Stadio Artemio Franchi we Florencji (ówczesna pojemność: 47 282 miejsc)
- Stadio Luigi Ferraris w Genui (ówczesna pojemność: 36 536 miejsc)
- San Siro w Mediolanie (ówczesna pojemność: 80 074 miejsc)
- Stadio San Paolo w Neapolu (ówczesna pojemność: 60 240 miejsc)
- Stadio di Palermo w Palermo (ówczesna pojemność: 37 619 miejsc)
- Stadio Ennio Tardini w Parmie (ówczesna pojemność: 27 906 widzów)
- Stadio Olimpico w Rzymie (ówczesna pojemność: 72 700 miejsc)
- Juventus Arena w Turynie (ówczesna pojemność: 40 200 miejsc)
- Stadio Friuli w Udine (ówczesna pojemność: 41 652 miejsc)
- Stadio Marcantonio Bentegodi w Weronie (ówczesna pojemność: 39 211 miejsc)

### Wynik głosowania
- Francja (43 punkty)
- Turcja (38 punktów)
- Włochy (23 punkty, wyeliminowane)[8]

### Runda finałowa
| Kraj    | Głosy |
| ------- | ----- |
| Francja | 7     |
| Turcja  | 6     |

## Rozszerzenie formatu
Aby dostosować się do rozszerzenia z 16-drużynowego turnieju finałowego do 24 drużyn, format został zmieniony z tego z 2012 roku, dodając dwie dodatkowe grupy w fazie grupowej i dodatkową rundę w fazie pucharowej. Sześć grup (od A do F) nadal składało się z czterech drużyn, a dwie najlepsze z każdej grupy nadal przeszły do fazy pucharowej. Jednak w nowym formacie cztery najlepsze drużyny z trzeciego miejsca również przechodzą dalej, pozostawiając 16 drużyn przechodzących do nowej fazy pucharowej 1/8 finału, przed zwykłymi ćwierćfinałami, półfinałami i finałem.
Ten format generuje łącznie 51 meczów (w porównaniu z 31 meczami w poprzednim 16-drużynowym turnieju), które były rozgrywane przez okres 31 dni. Sekretarz generalny UEFA Gianni Infantino wcześniej określił format jako „nieidealny” ze względu na potrzebę awansu drużyn z trzeciego miejsca w fazie grupowej, co prowadzi do trudności w zapobieganiu sytuacjom, w których zespoły mogą z góry wiedzieć, jakie wyniki muszą osiągnąć by wyjść z grupy, co prowadzi do braku suspensu dla fanów, a nawet perspektywy obopólnie korzystnej zmowy między zespołami.

## Logo i symbole

### Logo i slogan
Oficjalne logo zostało odsłonięte 26 czerwca 2013 roku podczas ceremonii w Pavillon Cambon Capucines w Paryżu. Zaprojektowany przez portugalską agencję Brandia Central, która stworzyła również logo mistrzostw w 2012. Logo przedstawia trofeum Euro w niebieskich, białych i czerwonych kolorach francuskiej flagi, otoczone mieszanką kształtów i linii reprezentujących różne ruchy artystyczne i elementy piłki nożnej.
17 października 2013 roku UEFA ogłosiła oficjalne hasło turnieju: Le Rendez-Vous. Zapytany o jego znaczenie, Jacques Lambert, przewodniczący komitetu organizacyjnego Euro 2016, powiedział, że hasło „to znacznie więcej niż przypomnienie dat (...) i miejsc”. Następnie wyjaśnił, że „UEFA wysyła zaproszenie do fanów piłki nożnej na całym świecie i miłośników ważnych wydarzeń, zaproszenie do spotkania i podzielenia się emocjami turnieju na elitarnym poziomie”.

### Maskotka
Oficjalna maskotka turnieju, Super Victor, została odsłonięta 18 listopada 2014 roku. Jest dziecięcym superbohaterem w stroju reprezentacji Francji w piłce nożnej, z czerwoną peleryną z tyłu, nawiązującą do barw francuskiej flagi. Peleryna, buty i piłka są uważane za supermoce dziecka. Maskotka po raz pierwszy zaprezentowana została podczas meczu Francji ze Szwecją na stadionie Stade Vélodrome w Marsylii 18 listopada 2014. Imię maskotki ujawniono 30 listopada 2014 po otrzymaniu około 50 000 głosów od publiczności na oficjalnej stronie UEFA, pokonując pozostałych nominowane nazwy – „Driblou” i „Goalix”.

### Piłka
- Faza grupowa  Osobny artykuł: Beau Jeu.
- Faza pucharowa[15]  Osobny artykuł: Fracas.

## Miasta i stadiony
| Saint-Denis             | Marsylia | Lyon | Paryż                   |
| ----------------------- | --- | --- | ----------------------- |
| Stade de France         | Stade Vélodrome                                                                                             | Parc OL | Parc des Princes        |
| Pojemność: 81 338       | Pojemność: 67 394                                                                                           | Pojemność: 59 286                                                                                           | Pojemność: 48 712       |
|                         | | |                         |
| Lens                    | Saint-DenisMarsyliaLyonParyżLensBordeauxSaint-ÉtienneTuluzaLilleNicea Miasta-organizatorzy na mapie Francji | Saint-DenisMarsyliaLyonParyżLensBordeauxSaint-ÉtienneTuluzaLilleNicea Miasta-organizatorzy na mapie Francji | Bordeaux                |
| Stade Bollaert-Delelis  | Saint-DenisMarsyliaLyonParyżLensBordeauxSaint-ÉtienneTuluzaLilleNicea Miasta-organizatorzy na mapie Francji | Saint-DenisMarsyliaLyonParyżLensBordeauxSaint-ÉtienneTuluzaLilleNicea Miasta-organizatorzy na mapie Francji | Stade Matmut-Atlantique |
| Pojemność: 38 223       | Saint-DenisMarsyliaLyonParyżLensBordeauxSaint-ÉtienneTuluzaLilleNicea Miasta-organizatorzy na mapie Francji | Saint-DenisMarsyliaLyonParyżLensBordeauxSaint-ÉtienneTuluzaLilleNicea Miasta-organizatorzy na mapie Francji | Pojemność: 42 115       |
|                         | Saint-DenisMarsyliaLyonParyżLensBordeauxSaint-ÉtienneTuluzaLilleNicea Miasta-organizatorzy na mapie Francji | Saint-DenisMarsyliaLyonParyżLensBordeauxSaint-ÉtienneTuluzaLilleNicea Miasta-organizatorzy na mapie Francji |                         |
| Saint-Étienne           | Tuluza | Lille | Nicea                   |
| Stade Geoffroy-Guichard | Stadium Municipal                                                                                           | Stade Pierre-Mauroy                                                                                         | Allianz Riviera         |
| Pojemność: 41 965       | Pojemność: 33 150                                                                                           | Pojemność: 50 186                                                                                           | Pojemność: 35 624       |
|                         | | |                         |

## Sędziowie
15 grudnia 2015 roku Komitet Sędziowski UEFA przedstawił listę 18 sędziów głównych, którzy poprowadzą mecze podczas mistrzostw Europy. Gospodarzy mistrzostw reprezentował Clément Turpin. Wśród nich był także Polak, Szymon Marciniak, stając się pierwszym polskim arbitrem w tej imprezie. Sędziów dodatkowych oraz asystentów UEFA podała w lutym 2016 roku.
| Państwo   | Sędzia                  | Sędziowie asystenci                                                              | Dodatkowi sędziowie                       | Sędziowane mecze                                                                             |
| --------- | ----------------------- | -------------------------------------------------------------------------------- | ----------------------------------------- | -------------------------------------------------------------------------------------------- |
| Anglia    | Martin Atkinson         | Michael Mullarkey Stephan Child Gary Beswick (rez.)                              | Michael Oliver Craig Pawson               | Niemcy – Ukraina Węgry – Portugalia Walia – Irlandia Północna (1/8 f.)                       |
| Anglia    | Mark Clattenburg        | Simon Beck Jake Collin Stuart Burt (rez.)                                        | Anthony Taylor Andre Marriner             | Belgia – Włochy Czechy – Chorwacja Szwajcaria – Polska (1/8 f.) Portugalia – Francja (finał) |
| Czechy    | Pavel Královec          | Roman Slyško Martin Wilczek Tomáš Mokrusch (rez.)                                | Peter Ardeleanu Michal Paták              | Ukraina – Irlandia Północna Rumunia – Albania                                                |
| Francja   | Clément Turpin          | Frédéric Cano Nicolas Danos Cyril Gringore (rez.)                                | Benoît Bastien Fredy Fautrel              | Austria – Węgry Irlandia Północna – Niemcy                                                   |
| Hiszpania | Carlos Velasco Carballo | Roberto Alonso Fernández Juan Carlos Yuste Jiménez Raúl Cabañero Martínez (rez.) | Jesús Gil Manzano Carlos del Cerro Grande | Albania – Szwajcaria Słowacja – Anglia Chorwacja – Portugalia (1/8 f.)                       |
| Holandia  | Björn Kuipers           | Sander Van Roekel Erwin Zeinstra Mario Diks (rez.)                               | Pol van Boekel Richard Liesveld           | Niemcy – Polska Chorwacja – Hiszpania Francja – Islandia (1/4 f.)                            |
| Niemcy    | Felix Brych             | Mark Borsch Stefan Lupp Marco Achmüller (rez.)                                   | Bastian Dankert Marco Fritz               | Anglia – Walia Szwecja – Belgia Polska – Portugalia (1/4 f.)                                 |
| Norwegia  | Svein Oddvar Moen       | Kim Thomas Haglund Frank Andås Sven Erik Midthjell (rez.)                        | Svein-Erik Edvartsen Ken Henry Johnsen    | Walia – Słowacja Ukraina – Polska                                                            |
| Polska    | Szymon Marciniak        | Paweł Sokolnicki Tomasz Listkiewicz Radosław Siejka (rez.)                       | Paweł Raczkowski Tomasz Musiał            | Hiszpania – Czechy Islandia – Austria Niemcy – Słowacja (1/8 f.)                             |
| Rosja     | Siergiej Karasiow       | Anton Awierjanow Tichon Kaługin Nikołaj Gołubiew                                 | Siergiej Łapoczkin Siergiej Iwanow        | Rumunia – Szwajcaria Islandia – Węgry                                                        |
| Rumunia   | Ovidiu Hațegan          | Octavian Șovre Sebastian Gheorghe Radu Ghinguleac (rez.)                         | Alexandru Tudor Sebastian Colțescu        | Polska – Irlandia Północna Włochy – Irlandia                                                 |
| Szkocja   | Willie Collum           | Damien MacGraith Francis Connor Douglas Ross (rez.)                              | Bobby Madden John Beaton                  | Francja – Albania Czechy – Turcja                                                            |
| Serbia    | Milorad Mažić           | Milovan Ristić Dalibor Đurđević Nemanja Petrović (rez.)                          | Danilo Grujić Nenad Đokić                 | Irlandia – Szwecja Hiszpania – Turcja Węgry – Belgia (1/8 f.)                                |
| Słowenia  | Damir Skomina           | Jure Praprotnik Robert Vukan Bojan Ul (rez.)                                     | Matej Jug Slavko Vinčić                   | Rosja – Słowacja Szwajcaria – Francja Anglia – Islandia (1/8 f.) Walia – Belgia (1/4 f.)     |
| Szwecja   | Jonas Eriksson          | Mathias Klasenius Daniel Wärnmark Mehmet Culum (rez.)                            | Stefan Johannesson Markus Strömbergsson   | Turcja – Chorwacja Rosja – Walia Portugalia – Walia (1/2 f.)                                 |
| Turcja    | Cüneyt Çakır            | Bahattin Duran Tarık Ongun Mustafa Emre Eyisoy (rez.)                            | Hüseyin Göçek Barış Şimşek                | Portugalia – Islandia Belgia – Irlandia Włochy – Hiszpania (1/8 f.)                          |
| Węgry     | Viktor Kassai           | György Ring Vencel Tóth István Albert (rez.)                                     | Tamás Bognar Ádám Farkas                  | Francja – Rumunia Włochy – Szwecja Niemcy – Włochy (1/4 f.)                                  |
| Włochy    | Nicola Rizzoli          | Elenito Di Liberatore Mauro Tonolini Gianluca Cariolato (rez.)                   | Luca Banti Antonio Damato Daniele Orsato  | Anglia – Rosja Portugalia – Austria Francja – Irlandia (1/8 f.) Niemcy – Francja (1/2 f.)    |

| Państwo  | Sędzia                 |
| -------- | ---------------------- |
| Białoruś | Alaksiej Kulbakou      |
| Grecja   | Anastasios Sidiropulos |

| Państwo  | Sędzia               |
| -------- | -------------------- |
| Białoruś | Witalij Maliucin     |
| Grecja   | Damianos Efthymiadis |

## Eliminacje
Eliminacje do Euro 2016 odbyły się pomiędzy wrześniem 2014 r. a listopadem 2015 r. Wzięły w nich udział 53 reprezentacje narodowe walczące o 23 miejsca w turnieju, w tym Gibraltar, który został przyjęty do struktur UEFA 24 maja 2013 r. Francja, jako organizator turnieju, została zakwalifikowana automatycznie.
Losowanie grup kwalifikacyjnych odbyło się 23 lutego 2014 roku o godzinie 12:00 czasu wschodnioeuropejskiego w Nicei. Drużyny zostały rozstawione na podstawie współczynnika UEFA zaktualizowanego po zakończeniu kwalifikacji do Mistrzostw Świata 2014 w strefie europejskiej. W wyniku losowania wyłoniono 8 grup liczących po 6 drużyn oraz jedną grupę liczącą 5 drużyn (Grupa I). Lista grup eliminacyjnych:
- Grupa A –  Holandia,  Czechy,  Turcja,  Łotwa,  Islandia,  Kazachstan;
- Grupa B –  Bośnia i Hercegowina,  Belgia,  Izrael,  Walia,  Cypr,  Andora;
- Grupa C –  Hiszpania,  Ukraina,  Słowacja,  Białoruś,  Macedonia Północna,  Luksemburg;
- Grupa D –  Niemcy,  Irlandia,  Polska,  Szkocja,  Gruzja,  Gibraltar;
- Grupa E –  Anglia,  Szwajcaria,  Słowenia,  Estonia,  Litwa,  San Marino;
- Grupa F –  Grecja,  Węgry,  Rumunia,  Finlandia,  Irlandia Północna,  Wyspy Owcze;
- Grupa G –  Rosja,  Szwecja,  Austria,  Czarnogóra,  Mołdawia,  Liechtenstein;
- Grupa H –  Włochy,  Chorwacja,  Norwegia,  Bułgaria,  Azerbejdżan,  Malta;
- Grupa I –  Portugalia,  Dania,  Serbia,  Albania,  Armenia.

### Procedura losowania grup eliminacyjnych
Na początku losowane były narodowe reprezentacje zaliczające się do koszyka pierwszego. Z oznaczającego ów koszyk pojemnika wyciągnięto pierwszą z kuli symbolizujących państwa, zaś przyporządkowaną do niej Holandię dołączono do grupy A. Następnie wybrano analogicznie pierwszy zespół grupy B, C i tak dalej, aż do grupy H, a z wyłączeniem grupy I, gdzie nie mogła się w pierwotnym założeniu znaleźć każda z losowanych kadr, a jedynie Bośnia i Hercegowina, Portugalia, Rosja lub Grecja. Później zajęto się dobieraniem drużyn z pozostałych koszyków – kolejno szóstego, piątego, czwartego, trzeciego i drugiego. Nie włączano krajów z szóstego koszyka do pięciomiejscowej grupy I, poza tym obowiązywała reguła zastosowana w wyborze pierwszych sześciu drużyn. Ustępstwa zostały podjęte z powodów:
- praw rynku telewizyjnego, na podstawie których Anglia, Niemcy, Włochy, Hiszpania i Holandia zostały dodane do sześciodrużynowych grup.
- sytuacji politycznej, która według postanowień Komitetu Wykonawczego UEFA uniemożliwiła znalezienie się w tej samej grupie Azerbejdżanu i Armenii, a także Gibraltaru i Hiszpanii.

## Drużyny uczestniczące
| Drużyna           | Zakwalifikowana jako        | Data kwalifikacji    | Liczba występów w ME                                                  | Najlepszy wynik w ME            |
| Francja           | gospodarz                   | 28 maja 2010         | 8 (1960, 1984, 1992, 1996, 2000, 2004, 2008, 2012)                    | Mistrzostwo (1984, 2000)        |
| Czechy            | zwycięzca grupy A           | 6 września 2015      | 8 (1960, 1976, 1980, 1996, 2000, 2004, 2008, 2012)                    | Mistrzostwo (1976)              |
| Islandia          | 2. miejsce grupy A          | 6 września 2015      | debiutant                                                             | debiutant                       |
| Belgia            | zwycięzca grupy B           | 10 października 2015 | 4 (1972, 1980, 1984, 2000)                                            | II miejsce (1980)               |
| Walia             | 2. miejsce grupy B          | 10 października 2015 | debiutant                                                             | debiutant                       |
| Hiszpania         | zwycięzca grupy C           | 9 października 2015  | 9 (1964, 1980, 1984, 1988, 1996, 2000, 2004, 2008, 2012)              | Mistrzostwo (1964, 2008, 2012)  |
| Słowacja          | 2. miejsce grupy C          | 12 października 2015 | debiutant                                                             | debiutant                       |
| Niemcy            | zwycięzca grupy D           | 11 października 2015 | 11 (1972, 1976, 1980, 1984, 1988, 1992, 1996, 2000, 2004, 2008, 2012) | Mistrzostwo (1972, 1980, 1996)  |
| Polska            | 2. miejsce grupy D          | 11 października 2015 | 2 (2008, 2012)                                                        | Faza grupowa (2008, 2012)       |
| Anglia            | zwycięzca grupy E           | 5 września 2015      | 8 (1968, 1980, 1988, 1992, 1996, 2000, 2004, 2012)                    | III/IV miejsce (1968, 1996)     |
| Szwajcaria        | 2 miejsce grupy E           | 9 października 2015  | 3 (1996, 2004, 2008)                                                  | Faza grupowa (1996, 2004, 2008) |
| Irlandia Północna | zwycięzca grupy F           | 8 października 2015  | debiutant                                                             | debiutant                       |
| Rumunia           | 2. miejsce grupy F          | 11 października 2015 | 4 (1984, 1996, 2000, 2008)                                            | Ćwierćfinał (2000)              |
| Austria           | zwycięzca grupy G           | 8 września 2015      | 1 (2008)                                                              | Faza grupowa (2008)             |
| Rosja             | 2. miejsce grupy G          | 12 października 2015 | 10 (1960, 1964, 1968, 1972, 1988, 1992, 1996, 2004, 2008, 2012)       | Mistrzostwo (1960)              |
| Włochy            | zwycięzca grupy H           | 10 października 2015 | 8 (1968, 1980, 1988, 1996, 2000, 2004, 2008, 2012)                    | Mistrzostwo (1968)              |
| Chorwacja         | 2. miejsce grupy H          | 13 października 2015 | 4 (1996, 2004, 2008, 2012)                                            | Ćwierćfinał (1996, 2008)        |
| Portugalia        | zwycięzca grupy I           | 8 października 2015  | 6 (1984, 1996, 2000, 2004, 2008, 2012)                                | II miejsce (2004)               |
| Albania           | 2. miejsce grupy I          | 11 października 2015 | debiutant                                                             | debiutant                       |
| Turcja            | najlepsza z trzecich miejsc | 13 października 2015 | 3 (1996, 2000, 2008)                                                  | III/IV miejsce (2008)           |
| Węgry             | zwycięzca barażu            | 15 listopada 2015    | 2 (1964, 1972)                                                        | III miejsce (1964)              |
| Irlandia          | zwycięzca barażu            | 16 listopada 2015    | 2 (1988, 2012)                                                        | Faza grupowa (1988, 2012)       |
| Szwecja           | zwycięzca barażu            | 17 listopada 2015    | 5 (1992, 2000, 2004, 2008, 2012)                                      | III/IV miejsce (1992)           |
| Ukraina           | zwycięzca barażu            | 17 listopada 2015    | 1 (2012)                                                              | Faza grupowa (2012)             |

## Podział na koszyki
24 drużyny zakwalifikowane do mistrzostw Europy zostały podzielone na 4 koszyki, zgodnie ze współczynnikiem UEFA, wszystkie cztery koszyki mają po 6 zespołów. Francja jako gospodarz turnieju jest od razu przypisana do Grupy A jako pierwsza drużyna (A1), pozostałe drużyny z koszyka pierwszego zostały rozlosowane do pozostałych grup w kolejności od grupy B do F i podobnie jak Francja zajęły w nich pierwszą pozycję (B1, C1 itd.). Reszta zespołów z pozostałych trzech koszyków trafiła do grup w kolejności alfabetycznej (od A do F) z tym, że ich pozycja w danej grupie została również wybrana na drodze losowania. Najpierw wylosowany został czwarty koszyk, potem trzeci i na koniec drugi.
| Koszyk 1                                                                                           | Koszyk 2                                                      | Koszyk 3                                                 | Koszyk 4                                                             |
| -------------------------------------------------------------------------------------------------- | ------------------------------------------------------------- | -------------------------------------------------------- | -------------------------------------------------------------------- |
| - Francja (gospodarz turnieju) - Hiszpania (mistrz Europy) - Niemcy - Anglia - Portugalia - Belgia | - Włochy - Rosja - Szwajcaria - Austria - Chorwacja - Ukraina | - Czechy - Szwecja - Polska - Rumunia - Słowacja - Węgry | - Turcja - Irlandia - Islandia - Walia - Albania - Irlandia Północna |

### Losowanie grup do turnieju głównego
Losowanie odbyło się 12 grudnia 2015 roku w Paryżu w Palais des congrès de Paris o godzinie 18:00 CET. Ceremonię poprowadzili dwaj piłkarze, byli mistrzowie Europy – Ruud Gullit i Bixente Lizarazu. W losowaniu wzięli udział również inni piłkarze, którzy w swojej karierze zdobywali tytuł mistrzów „Starego Kontynentu”: Antonín Panenka (mistrz z 1976), Olivier Bierhoff (mistrz z 1996), Angelos Charisteas (mistrz z 2004), David Trezeguet (mistrz z 2000) oraz trener reprezentacji Hiszpanii i zdobywca pucharu z 2012 – Vicente Del Bosque.

## Rozgrywki
Oficjalny terminarz ogłoszono 25 kwietnia 2014. Mecze były rozgrywane o 15:00, 18:00 i 21:00 czasu środkowoeuropejskiego.
W 1/8 finału, gdzie awansują 4 najlepsze zespoły z 3. miejsc, kolejność meczów z tymi drużynami zależy od tego, z jakiej są grupy (kolorem żółtym zaznaczony wariant, który stał się faktem):
| 4 najlepsze zespoły z 3. miejsc | Rywal zwycięzcy grupy A | Rywal zwycięzcy grupy B | Rywal zwycięzcy grupy C | Rywal zwycięzcy grupy D |
| ------------------------------- | ----------------------- | ----------------------- | ----------------------- | ----------------------- |
| A B C D                         | 3. miejsce z grupy C    | 3. miejsce z grupy D    | 3. miejsce z grupy A    | 3. miejsce z grupy B    |
| A B C E                         | 3. miejsce z grupy C    | 3. miejsce z grupy A    | 3. miejsce z grupy B    | 3. miejsce z grupy E    |
| A B C F                         | 3. miejsce z grupy C    | 3. miejsce z grupy A    | 3. miejsce z grupy B    | 3. miejsce z grupy F    |
| A B D E                         | 3. miejsce z grupy D    | 3. miejsce z grupy A    | 3. miejsce z grupy B    | 3. miejsce z grupy E    |
| A B D F                         | 3. miejsce z grupy D    | 3. miejsce z grupy A    | 3. miejsce z grupy B    | 3. miejsce z grupy F    |
| A B E F                         | 3. miejsce z grupy E    | 3. miejsce z grupy A    | 3. miejsce z grupy B    | 3. miejsce z grupy F    |
| A C D E                         | 3. miejsce z grupy C    | 3. miejsce z grupy D    | 3. miejsce z grupy A    | 3. miejsce z grupy E    |
| A C D F                         | 3. miejsce z grupy C    | 3. miejsce z grupy D    | 3. miejsce z grupy A    | 3. miejsce z grupy F    |
| A C E F                         | 3. miejsce z grupy C    | 3. miejsce z grupy A    | 3. miejsce z grupy F    | 3. miejsce z grupy E    |
| A D E F                         | 3. miejsce z grupy D    | 3. miejsce z grupy A    | 3. miejsce z grupy F    | 3. miejsce z grupy E    |
| B C D E                         | 3. miejsce z grupy C    | 3. miejsce z grupy D    | 3. miejsce z grupy B    | 3. miejsce z grupy E    |
| B C D F                         | 3. miejsce z grupy C    | 3. miejsce z grupy D    | 3. miejsce z grupy B    | 3. miejsce z grupy F    |
| B C E F                         | 3. miejsce z grupy E    | 3. miejsce z grupy C    | 3. miejsce z grupy B    | 3. miejsce z grupy F    |
| B D E F                         | 3. miejsce z grupy E    | 3. miejsce z grupy D    | 3. miejsce z grupy B    | 3. miejsce z grupy F    |
| C D E F                         | 3. miejsce z grupy C    | 3. miejsce z grupy D    | 3. miejsce z grupy F    | 3. miejsce z grupy E    |

## Faza grupowa
Za zwycięstwo w meczu przyznawane są 3 punkty, za remis – 1 punkt, o kolejności w grupie decyduje suma zdobytych punktów. Do 1/8 finału awansują wszyscy zwycięzcy grup, wszystkie drużyny z 2. miejsc oraz cztery najlepsze drużyny z 3. miejsc. Gdy dwie lub więcej drużyn uzyskają tę samą liczbę punktów (po rozegraniu wszystkich meczów w grupie), o kolejności w grupie decydują kryteria określone przez UEFA, kolejno:
1. większa liczba punktów zdobytych w meczach pomiędzy tymi drużynami (tzn. drużynami, dla których rozstrzyga się kolejność);
2. lepszy bilans (większa różnica) bramek zdobytych i straconych w meczach pomiędzy tymi drużynami;
3. większa liczba bramek zdobytych w meczach pomiędzy tymi drużynami;
4. jeżeli po zastosowaniu kryteriów 1-3 pozostają drużyny, dla których nie rozstrzygnięto kolejności, kryteria 1-3 powtarza się z udziałem tylko tych drużyn[f]; jeżeli kolejność jest nierozstrzygnięta, stosuje się dalsze punkty;
5. lepszy bilans (większa różnica) bramek zdobytych i straconych we wszystkich meczach w grupie;
6. większa liczba bramek zdobytych we wszystkich meczach w grupie;
7. klasyfikacja fair play turnieju finałowego;
8. pozycja w rankingu reprezentacji UEFA, do którego liczone są mecze Mistrzostw Europy 2012 (eliminacje i turniej finałowy), Mistrzostw Świata 2014 (eliminacje i turniej finałowy) i Mistrzostw Europy 2016 (grupowe mecze eliminacji).

Jeżeli dwie drużyny uzyskały tę samą liczbę punktów, tę samą liczbę bramek, grają ostatni grupowy mecz ze sobą i remisują na koniec tego meczu, kolejność tych drużyn rozstrzygają rzuty karne (bezpośrednio po tym meczu), pod warunkiem, że żadne inne drużyny nie uzyskały tej samej liczby punktów po zakończeniu meczów grupowych. Jeżeli więcej niż dwie drużyny uzyskają tę samą liczbę punktów, stosuje się wcześniej wymienione kryteria.
4 najlepsze drużyny, spośród tych, które zajęły 3. miejsca w grupach, ustala się na podstawie następujących kryteriów (biorąc pod uwagę wszystkie mecze grupowe), kolejno:
1. większa liczba zdobytych punktów;
2. lepszy bilans (większa różnica) bramek zdobytych i straconych;
3. większa liczba bramek zdobytych;
4. klasyfikacja fair play turnieju finałowego;
5. pozycja w rankingu reprezentacji UEFA, do którego liczone są mecze Mistrzostw Europy 2012 (eliminacje i turniej finałowy), Mistrzostw Świata 2014 (eliminacje i turniej finałowy) i Mistrzostw Europy 2016 (grupowe mecze eliminacji).

Legenda:
     awans do 1/8 finału
     odpadnięcie z turnieju
- Pkt – liczba punktów
- M – liczba meczów
- W – wygrane
- R – remisy
- P – porażki
- Br+ – bramki zdobyte
- Br− – bramki stracone
- +/− – różnica bramek

### Grupa A
| Zespół     | Pkt | M | W | R | P | Br+ | Br− | +/− |
| ---------- | --- | - | - | - | - | --- | --- | --- |
| Francja    | 7   | 3 | 2 | 1 | 0 | 4   | 1   | +3  |
| Szwajcaria | 5   | 3 | 1 | 2 | 0 | 2   | 1   | +1  |
| Albania    | 3   | 3 | 1 | 0 | 2 | 1   | 3   | -2  |
| Rumunia    | 1   | 3 | 0 | 1 | 2 | 2   | 4   | -2  |

| 1 10 czerwca 2016 21:00 CEST | Francja · Olivier Giroud 57' · Dimitri Payet 89' | 2:1(0:0)Raport | Rumunia · 65' (k.) Bogdan Stancu | Stade de France, Saint-Denis Widzów: 75 113 Sędzia: Viktor Kassai |
|                              |                                                  |                |                                  |                                                                   |

| 2 11 czerwca 2016 15:00 CEST | Albania | 0:1(0:1)Raport | Szwajcaria · 5' Fabian Schär | Stade Bollaert-Delelis, Lens Widzów: 33 805 Sędzia: Carlos Velasco Carballo |
|                              |         |                |                              |                                                                             |

| 14 15 czerwca 2016 18:00 CEST | Rumunia · Bogdan Stancu 18' (k.) | 1:1(1:0)Raport | Szwajcaria · 57' Admir Mehmedi | Parc des Princes, Paryż Widzów: 43 576 Sędzia: Siergiej Karasiow |
|                               |                                  |                |                                |                                                                  |

| 15 15 czerwca 2016 21:00 CEST | Francja · Antoine Griezmann 90' · Dimitri Payet 90+6' | 2:0(0:0)Raport | Albania | Stade Vélodrome, Marsylia Widzów: 63 670 Sędzia: Willie Collum |
|                               |                                                       |                |         |                                                                |

| 25 19 czerwca 2016 21:00 CEST | Rumunia | 0:1(0:1)Raport | Albania · 43' Armando Sadiku | Parc OL, Lyon Widzów: 49 752 Sędzia: Pavel Královec |
|                               |         |                |                              |                                                     |

| 26 19 czerwca 2016 21:00 CEST | Szwajcaria | 0:0(0:0)Raport | Francja | Stade Pierre-Mauroy, Lille Widzów: 45 416 Sędzia: Damir Skomina |
|                               |            |                |         |                                                                 |

### Grupa B
| Zespół   | Pkt | M | W | R | P | Br+ | Br− | +/− |
| -------- | --- | - | - | - | - | --- | --- | --- |
| Walia    | 6   | 3 | 2 | 0 | 1 | 6   | 3   | +3  |
| Anglia   | 5   | 3 | 1 | 2 | 0 | 3   | 2   | +1  |
| Słowacja | 4   | 3 | 1 | 1 | 1 | 3   | 3   | 0   |
| Rosja    | 1   | 3 | 0 | 1 | 2 | 2   | 6   | -4  |

| 3 11 czerwca 2016 18:00 CEST | Walia · Gareth Bale 10' · Hal Robson-Kanu 81' | 2:1(1:0)Raport | Słowacja · 61' Ondrej Duda | Stade Matmut-Atlantique, Bordeaux Widzów: 37 831 Sędzia: Svein Oddvar Moen |
|                              |                                               |                |                            |                                                                            |

| 4 11 czerwca 2016 21:00 CEST | Anglia · Eric Dier 73' | 1:1(0:0)Raport | Rosja · 90+2' Wasilij Bieriezucki | Stade Vélodrome, Marsylia Widzów: 62 343 Sędzia: Nicola Rizzoli |
|                              |                        |                |                                   |                                                                 |

| 13 15 czerwca 2016 15:00 CEST | Rosja · Dienis Głuszakow 80' | 1:2(0:2)Raport | Słowacja · 32' Vladimír Weiss · 45' Marek Hamšík | Stade Pierre-Mauroy, Lille Widzów: 38 989 Sędzia: Damir Skomina |
|                               |                              |                |                                                  |                                                                 |

| 16 16 czerwca 2016 15:00 CEST | Anglia · Jamie Vardy 56' · Daniel Sturridge 90+2' | 2:1(0:1)Raport | Walia · 42' Gareth Bale | Stade Bollaert-Delelis, Lens Widzów: 34 033 Sędzia: Felix Brych |
|                               |                                                   |                |                         |                                                                 |

| 27 20 czerwca 2016 21:00 CEST | Rosja | 0:3(0:2)Raport | Walia · 11' Aaron Ramsey · 20' Neil Taylor · 67' Gareth Bale | Stadium Municipal, Tuluza Widzów: 28 840 Sędzia: Jonas Eriksson |
|                               |       |                |                                                              |                                                                 |

| 28 20 czerwca 2016 21:00 CEST | Słowacja | 0:0(0:0)Raport | Anglia | Stade Geoffroy-Guichard, Saint-Étienne Widzów: 39 051 Sędzia: Carlos Velasco Carballo |
|                               |          |                |        |                                                                                       |

### Grupa C

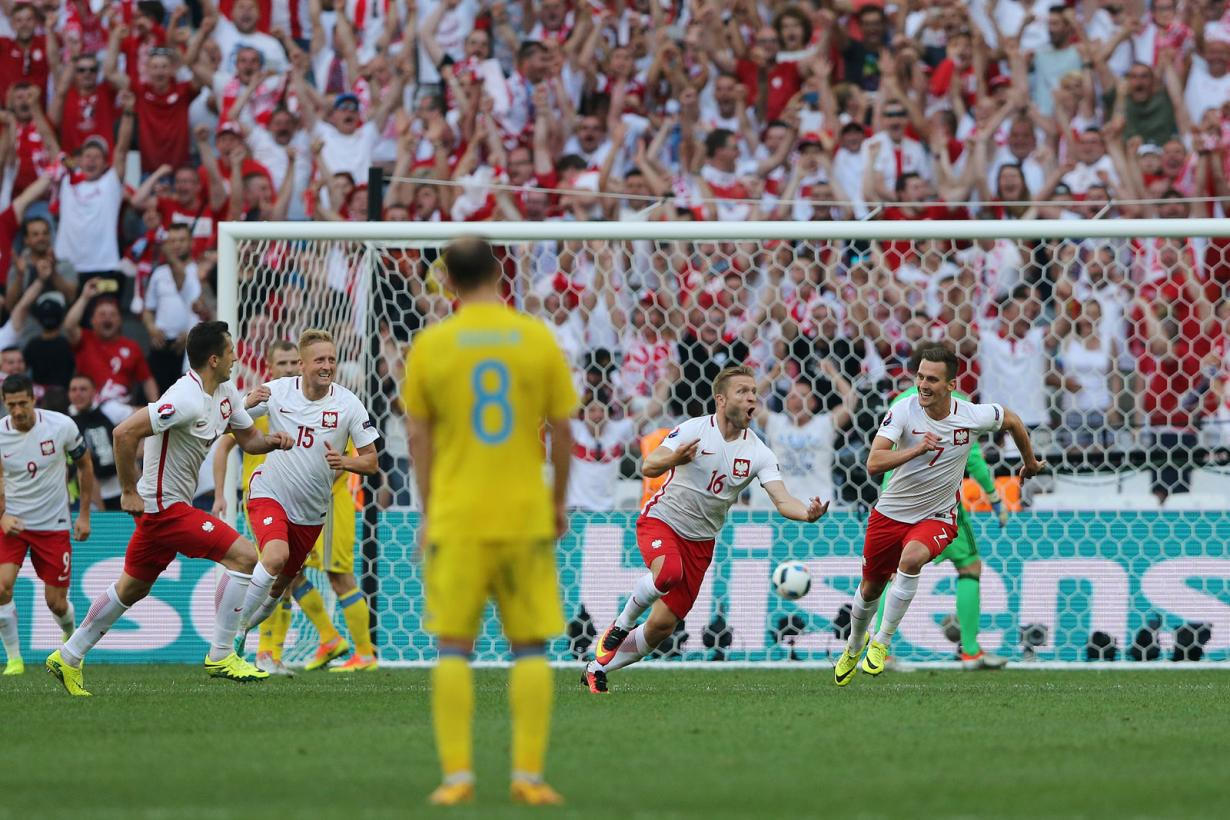
Reprezentanci Polski po zdobyciu zwycięskiego gola przez Jakuba Błaszczykowskiego (54') w meczu przeciwko Ukrainie

| Zespół            | Pkt | M | W | R | P | Br+ | Br− | +/− |
| ----------------- | --- | - | - | - | - | --- | --- | --- |
| Niemcy            | 7   | 3 | 2 | 1 | 0 | 3   | 0   | +3  |
| Polska            | 7   | 3 | 2 | 1 | 0 | 2   | 0   | +2  |
| Irlandia Północna | 3   | 3 | 1 | 0 | 2 | 2   | 2   | 0   |
| Ukraina           | 0   | 3 | 0 | 0 | 3 | 0   | 5   | -5  |

| 6 12 czerwca 2016 18:00 CEST | Polska · Arkadiusz Milik 51' | 1:0(0:0)Raport | Irlandia Północna | Allianz Riviera, Nicea Widzów: 33 742 Sędzia: Ovidiu Hațegan |
|                              |                              |                |                   |                                                              |

| 7 12 czerwca 2016 21:00 CEST | Niemcy · Shkodran Mustafi 19' · Bastian Schweinsteiger 90+2' | 2:0(1:0)Raport | Ukraina | Stade Pierre-Mauroy, Lille Widzów: 43 035 Sędzia: Martin Atkinson |
|                              |                                                              |                |         |                                                                   |

| 17 16 czerwca 2016 18:00 CEST | Ukraina | 0:2(0:0)Raport | Irlandia Północna · 49' Gareth McAuley · 90+6' Niall McGinn | Parc OL, Lyon Widzów: 51 043 Sędzia: Pavel Královec |
|                               |         |                |                                                             |                                                     |

| 18 16 czerwca 2016 21:00 CEST | Niemcy | 0:0(0:0)Raport | Polska | Stade de France, Saint-Denis Widzów: 73 648 Sędzia: Björn Kuipers |
|                               |        |                |        |                                                                   |

| 29 21 czerwca 2016 18:00 CEST | Ukraina | 0:1(0:0)Raport | Polska · 54' Jakub Błaszczykowski | Stade Vélodrome, Marsylia Widzów: 58 874 Sędzia: Svein Oddvar Moen |
|                               |         |                |                                   |                                                                    |

| 30 21 czerwca 2016 18:00 CEST | Irlandia Północna | 0:1(0:1)Raport | Niemcy · 29' Mario Gómez | Parc des Princes, Paryż Widzów: 44 125 Sędzia: Clément Turpin |
|                               |                   |                |                          |                                                               |

### Grupa D
| Zespół    | Pkt | M | W | R | P | Br+ | Br− | +/− |
| --------- | --- | - | - | - | - | --- | --- | --- |
| Chorwacja | 7   | 3 | 2 | 1 | 0 | 5   | 3   | +2  |
| Hiszpania | 6   | 3 | 2 | 0 | 1 | 5   | 2   | +3  |
| Turcja    | 3   | 3 | 1 | 0 | 2 | 2   | 4   | -2  |
| Czechy    | 1   | 3 | 0 | 1 | 2 | 2   | 5   | -3  |

| 5 12 czerwca 2016 15:00 CEST | Turcja | 0:1(0:1)Raport | Chorwacja · 41' Luka Modrić | Parc des Princes, Paryż Widzów: 43 842 Sędzia: Jonas Eriksson |
|                              |        |                |                             |                                                               |

| 8 13 czerwca 2016 15:00 CEST | Hiszpania · Gerard Piqué 87' | 1:0(0:0)Raport | Czechy | Stadium Municipal, Tuluza Widzów: 29 400 Sędzia: Szymon Marciniak |
|                              |                              |                |        |                                                                   |

| 20 17 czerwca 2016 18:00 CEST | Czechy · Milan Škoda 76' · Tomáš Necid 89' (k.) | 2:2(0:1)Raport | Chorwacja · 37' Ivan Perišić · 59' Ivan Rakitić | Stade Geoffroy-Guichard, Saint-Étienne Widzów: 38 376 Sędzia: Mark Clattenburg |
|                               |                                                 |                |                                                 |                                                                                |

| 21 17 czerwca 2016 21:00 CEST | Hiszpania · Álvaro Morata 34', 48' · Nolito 37' | 3:0(2:0)Raport | Turcja | Allianz Riviera, Nicea Widzów: 33 409 Sędzia: Milorad Mažić |
|                               |                                                 |                |        |                                                             |

| 31 21 czerwca 2016 21:00 CEST | Czechy | 0:2(0:1)Raport | Turcja · 10' Burak Yılmaz · 65' Ozan Tufan | Stade Bollaert-Delelis, Lens Widzów: 32 836 Sędzia: Willie Collum |
|                               |        |                |                                            |                                                                   |

| 32 21 czerwca 2016 21:00 CEST | Chorwacja · Nikola Kalinić 45' · Ivan Perišić 87' | 2:1(1:1)Raport | Hiszpania · 7' Álvaro Morata | Stade Matmut-Atlantique, Bordeaux Widzów: 37 245 Sędzia: Björn Kuipers |
|                               |                                                   |                |                              |                                                                        |

### Grupa E
| Zespół   | Pkt | M | W | R | P | Br+ | Br− | +/− |
| -------- | --- | - | - | - | - | --- | --- | --- |
| Włochy   | 6   | 3 | 2 | 0 | 1 | 3   | 1   | +2  |
| Belgia   | 6   | 3 | 2 | 0 | 1 | 4   | 2   | +2  |
| Irlandia | 4   | 3 | 1 | 1 | 1 | 2   | 4   | -2  |
| Szwecja  | 1   | 3 | 0 | 1 | 2 | 1   | 3   | -2  |

| 9 13 czerwca 2016 18:00 CEST | Irlandia · Wes Hoolahan 48' | 1:1(0:0)Raport | Szwecja · 71' (sam.) Ciaran Clark | Stade de France, Saint-Denis Widzów: 73 419 Sędzia: Milorad Mažić |
|                              |                             |                |                                   |                                                                   |

| 10 13 czerwca 2016 21:00 CEST | Belgia | 0:2(0:1)Raport | Włochy · 32' Emanuele Giaccherini · 90+2' Graziano Pellè | Parc OL, Lyon Widzów: 55 406 Sędzia: Mark Clattenburg |
|                               |        |                |                                                          |                                                       |

| 19 17 czerwca 2016 15:00 CEST | Włochy · Éder 88' | 1:0(0:0)Raport | Szwecja | Stadium Municipal, Tuluza Widzów: 29 600 Sędzia: Viktor Kassai |
|                               |                   |                |         |                                                                |

| 22 18 czerwca 2016 15:00 CEST | Belgia · Romelu Lukaku 48', 70' · Axel Witsel 61' | 3:0(0:0)Raport | Irlandia | Stade Matmut-Atlantique, Bordeaux Widzów: 39 493 Sędzia: Cüneyt Çakır |
|                               |                                                   |                |          |                                                                       |

| 35 22 czerwca 2016 21:00 CEST | Włochy | 0:1(0:0)Raport | Irlandia · 85' Robbie Brady | Stade Pierre-Mauroy, Lille Widzów: 44 268 Sędzia: Ovidiu Hațegan |
|                               |        |                |                             |                                                                  |

| 36 22 czerwca 2016 21:00 CEST | Szwecja | 0:1(0:0)Raport | Belgia · 84' Radja Nainggolan | Allianz Riviera, Nicea Widzów: 34 011 Sędzia: Felix Brych |
|                               |         |                |                               |                                                           |

### Grupa F
| Zespół     | Pkt | M | W | R | P | Br+ | Br− | +/− |
| ---------- | --- | - | - | - | - | --- | --- | --- |
| Węgry      | 5   | 3 | 1 | 2 | 0 | 6   | 4   | +2  |
| Islandia   | 5   | 3 | 1 | 2 | 0 | 4   | 3   | +1  |
| Portugalia | 3   | 3 | 0 | 3 | 0 | 4   | 4   | 0   |
| Austria    | 1   | 3 | 0 | 1 | 2 | 1   | 4   | -3  |

| 11 14 czerwca 2016 18:00 CEST | Austria | 0:2(0:0)Raport | Węgry · 62' Ádám Szalai · 87' Zoltán Stieber | Stade Matmut-Atlantique, Bordeaux Widzów: 34 424 Sędzia: Clément Turpin |
|                               |         |                |                                              |                                                                         |

| 12 14 czerwca 2016 21:00 CEST | Portugalia · Nani 31' | 1:1(1:0)Raport | Islandia · 50' Birkir Bjarnason | Stade Geoffroy-Guichard, Saint-Étienne Widzów: 38 742 Sędzia: Cüneyt Çakır |
|                               |                       |                |                                 |                                                                            |

| 23 18 czerwca 2016 18:00 CEST | Islandia · Gylfi Sigurðsson 39' (k.) | 1:1(1:0)Raport | Węgry · 88' (sam.) Birkir Sævarsson | Stade Vélodrome, Marsylia Widzów: 60 842 Sędzia: Siergiej Karasiow |
|                               |                                      |                |                                     |                                                                    |

| 24 18 czerwca 2016 21:00 CEST | Portugalia | 0:0(0:0)Raport | Austria | Parc des Princes, Paryż Widzów: 44 291 Sędzia: Nicola Rizzoli |
|                               |            |                |         |                                                               |

| 33 22 czerwca 2016 18:00 CEST | Islandia · Jón Daði Böðvarsson 18' · Arnór Ingvi Traustason 90+4' | 2:1(1:0)Raport | Austria · 60' Alessandro Schöpf | Stade de France, Saint-Denis Widzów: 68 714 Sędzia: Szymon Marciniak |
|                               |                                                                   |                |                                 |                                                                      |

| 34 22 czerwca 2016 18:00 CEST | Węgry · Zoltán Gera 19' · Balázs Dzsudzsák 47', 55' | 3:3(1:1)Raport | Portugalia · 42' Nani · 50', 62' Cristiano Ronaldo | Parc OL, Lyon Widzów: 55 514 Sędzia: Martin Atkinson |
|                               |                                                     |                |                                                    |                                                      |

### Ranking drużyn z trzecich miejsc
| Grupa | Zespół            | Pkt | M | W | R | P | Br+ | Br− | +/− |
| ----- | ----------------- | --- | - | - | - | - | --- | --- | --- |
| B     | Słowacja          | 4   | 3 | 1 | 1 | 1 | 3   | 3   | 0   |
| E     | Irlandia          | 4   | 3 | 1 | 1 | 1 | 2   | 4   | -2  |
| F     | Portugalia        | 3   | 3 | 0 | 3 | 0 | 4   | 4   | 0   |
| C     | Irlandia Północna | 3   | 3 | 1 | 0 | 2 | 2   | 2   | 0   |
| D     | Turcja            | 3   | 3 | 1 | 0 | 2 | 2   | 4   | -2  |
| A     | Albania           | 3   | 3 | 1 | 0 | 2 | 1   | 3   | -2  |

## Faza pucharowa

### Drabinka
|  |                            |            |                       |      |                        |              |  |  |           |           |  |  |       |       |
|  | 1/8 finału                 | 1/8 finału |                       |      | Ćwierćfinały           | Ćwierćfinały |  |  | Półfinały | Półfinały |  |  | Finał | Finał |
|  | 1/8 finału                 | 1/8 finału |                       |      | Ćwierćfinały           | Ćwierćfinały |  |  | Półfinały | Półfinały |  |  | Finał | Finał |
|  | 25 czerwca – Saint-Étienne |            |                       |      |                        |              |  |  |           |           |  |  |       |       |
|  |                            |            |                       |      |                        |              |  |  |           |           |  |  |       |       |
|  | Szwajcaria                 | 1(4)       |                       |      |                        |              |  |  |           |           |  |  |       |       |
|  | Szwajcaria                 | 1(4)       | 30 czerwca – Marsylia |      |                        |              |  |  |           |           |  |  |       |       |
|  | Polska                     | 1(5)       |                       |      |                        |              |  |  |           |           |  |  |       |       |
|  | Polska                     | 1(5)       |                       |      | Polska                 | 1(3)         |  |  |           |           |  |  |       |       |
|  | 25 czerwca – Lens          |            |                       |      | Polska                 | 1(3)         |  |  |           |           |  |  |       |       |
|  |                            |            | Portugalia            | 1(5) |                        |              |  |  |           |           |  |  |       |       |
|  | Chorwacja                  | 0          | Portugalia            | 1(5) |                        |              |  |  |           |           |  |  |       |       |
|  | Chorwacja                  | 0          |                       |      | 6 lipca – Lyon         |              |  |  |           |           |  |  |       |       |
|  | Portugalia                 | 1          |                       |      |                        |              |  |  |           |           |  |  |       |       |
|  | Portugalia                 | 1          |                       |      | Portugalia             | 2            |  |  |           |           |  |  |       |       |
|  | 25 czerwca – Paryż         |            |                       |      | Portugalia             | 2            |  |  |           |           |  |  |       |       |
|  |                            |            | Walia                 | 0    |                        |              |  |  |           |           |  |  |       |       |
|  | Walia                      | 1          | Walia                 | 0    |                        |              |  |  |           |           |  |  |       |       |
|  | Walia                      | 1          | 1 lipca – Lille       |      |                        |              |  |  |           |           |  |  |       |       |
|  | Irlandia Północna          | 0          |                       |      |                        |              |  |  |           |           |  |  |       |       |
|  | Irlandia Północna          | 0          |                       |      | Walia                  | 3            |  |  |           |           |  |  |       |       |
|  | 26 czerwca – Tuluza        |            |                       |      | Walia                  | 3            |  |  |           |           |  |  |       |       |
|  |                            |            | Belgia                | 1    |                        |              |  |  |           |           |  |  |       |       |
|  | Węgry                      | 0          | Belgia                | 1    |                        |              |  |  |           |           |  |  |       |       |
|  | Węgry                      | 0          |                       |      | 10 lipca – Saint-Denis |              |  |  |           |           |  |  |       |       |
|  | Belgia                     | 4          |                       |      |                        |              |  |  |           |           |  |  |       |       |
|  | Belgia                     | 4          |                       |      | Portugalia             | 1            |  |  |           |           |  |  |       |       |
|  | 26 czerwca – Lille         |            |                       |      | Portugalia             | 1            |  |  |           |           |  |  |       |       |
|  |                            |            | Francja               | 0    |                        |              |  |  |           |           |  |  |       |       |
|  | Niemcy                     | 3          | Francja               | 0    |                        |              |  |  |           |           |  |  |       |       |
|  | Niemcy                     | 3          | 2 lipca – Bordeaux    |      |                        |              |  |  |           |           |  |  |       |       |
|  | Słowacja                   | 0          |                       |      |                        |              |  |  |           |           |  |  |       |       |
|  | Słowacja                   | 0          |                       |      | Niemcy                 | 1(6)         |  |  |           |           |  |  |       |       |
|  | 27 czerwca – Saint-Denis   |            |                       |      | Niemcy                 | 1(6)         |  |  |           |           |  |  |       |       |
|  |                            |            | Włochy                | 1(5) |                        |              |  |  |           |           |  |  |       |       |
|  | Włochy                     | 2          | Włochy                | 1(5) |                        |              |  |  |           |           |  |  |       |       |
|  | Włochy                     | 2          |                       |      | 7 lipca – Marsylia     |              |  |  |           |           |  |  |       |       |
|  | Hiszpania                  | 0          |                       |      |                        |              |  |  |           |           |  |  |       |       |
|  | Hiszpania                  | 0          |                       |      | Niemcy                 | 0            |  |  |           |           |  |  |       |       |
|  | 26 czerwca – Lyon          |            |                       |      | Niemcy                 | 0            |  |  |           |           |  |  |       |       |
|  |                            |            | Francja               | 2    |                        |              |  |  |           |           |  |  |       |       |
|  | Francja                    | 2          | Francja               | 2    |                        |              |  |  |           |           |  |  |       |       |
|  | Francja                    | 2          | 3 lipca – Saint-Denis |      |                        |              |  |  |           |           |  |  |       |       |
|  | Irlandia                   | 1          |                       |      |                        |              |  |  |           |           |  |  |       |       |
|  | Irlandia                   | 1          |                       |      | Francja                | 5            |  |  |           |           |  |  |       |       |
|  | 27 czerwca – Nicea         |            |                       |      | Francja                | 5            |  |  |           |           |  |  |       |       |
|  |                            |            | Islandia              | 2    |                        |              |  |  |           |           |  |  |       |       |
|  | Anglia                     | 1          | Islandia              | 2    |                        |              |  |  |           |           |  |  |       |       |
|  | Anglia                     | 1          |                       |      |                        |              |  |  |           |           |  |  |       |       |
|  | Islandia                   | 2          |                       |      |                        |              |  |  |           |           |  |  |       |       |
|  | Islandia                   | 2          |                       |      |                        |              |  |  |           |           |  |  |       |       |
|  |                            |            |                       |      |                        |              |  |  |           |           |  |  |       |       |

### 1/8 finału
| 37 25 czerwca 2016 15:00 CEST                                                            | Szwajcaria · Xherdan Shaqiri 82' | 1:1 (dogr.) k. 4:5(0:1, 1:1; 1:1)Raport                                                        | Polska · 39' Jakub Błaszczykowski | Stade Geoffroy-Guichard, Saint-Étienne Widzów: 38 842 Sędzia: Mark Clattenburg |
|                                                                                          |                                  |                                                                                                |                                   |                                                                                |
|                                                                                          |                                  | Rzuty karne                                                                                    |                                   |                                                                                |
| Stephan Lichtsteiner · Granit Xhaka · Xherdan Shaqiri · Fabian Schär · Ricardo Rodríguez |                                  | Robert Lewandowski · Arkadiusz Milik · Kamil Glik · Jakub Błaszczykowski · Grzegorz Krychowiak |                                   |                                                                                |

| 38 25 czerwca 2016 18:00 CEST | Walia · Gareth McAuley 75' (sam.) | 1:0(0:0)Raport | Irlandia Północna | Parc des Princes, Paryż Widzów: 44 342 Sędzia: Martin Atkinson |
|                               |                                   |                |                   |                                                                |

| 39 25 czerwca 2016 21:00 CEST | Chorwacja | 0:1 (dogr.)(0:0, 0:0; 0:0)Raport | Portugalia · 117' Ricardo Quaresma | Stade Bollaert-Delelis, Lens Widzów: 33 523 Sędzia: Carlos Velasco Carballo |
|                               |           |                                  |                                    |                                                                             |

| 40 26 czerwca 2016 15:00 CEST | Francja · Antoine Griezmann 58', 61' | 2:1(0:1)Raport | Irlandia · 2' (k.) Robbie Brady | Parc OL, Lyon Widzów: 56 279 Sędzia: Nicola Rizzoli |
|                               |                                      |                |                                 |                                                     |

| 41 26 czerwca 2016 18:00 CEST | Niemcy · Jérôme Boateng 8' · Mario Gómez 43' · Julian Draxler 63' | 3:0(2:0)Raport | Słowacja | Stade Pierre-Mauroy, Lille Widzów: 44 312 Sędzia: Szymon Marciniak |
|                               |                                                                   |                |          |                                                                    |

| 42 26 czerwca 2016 21:00 CEST | Węgry | 0:4(0:1)Raport | Belgia · 10' Toby Alderweireld · 78' Michy Batshuayi · 79' Eden Hazard · 90+1' Yannick Carrasco | Stadium Municipal, Tuluza Widzów: 28 921 Sędzia: Milorad Mažić |
|                               |       |                |                                                                                                 |                                                                |

| 43 27 czerwca 2016 18:00 CEST | Włochy · Giorgio Chiellini 33' · Graziano Pellè 90+1' | 2:0(1:0)Raport | Hiszpania | Stade de France, Saint-Denis Widzów: 76 165 Sędzia: Cüneyt Çakır |
|                               |                                                       |                |           |                                                                  |

| 44 27 czerwca 2016 21:00 CEST | Anglia · Wayne Rooney 4' (k.) | 1:2(1:2)Raport | Islandia · 6' Ragnar Sigurðsson · 18' Kolbeinn Sigþórsson | Allianz Riviera, Nicea Widzów: 33 901 Sędzia: Damir Skomina |
|                               |                               |                |                                                           |                                                             |

### Ćwierćfinały
| 45 30 czerwca 2016 21:00 CEST                                            | Polska · Robert Lewandowski 2' | 1:1 (dogr.) k. 3:5(1:1, 1:1; 1:1)Raport                                      | Portugalia · 33' Renato Sanches | Stade Vélodrome, Marsylia Widzów: 62 940 Sędzia: Felix Brych |
|                                                                          |                                |                                                                              |                                 |                                                              |
|                                                                          |                                | Rzuty karne                                                                  |                                 |                                                              |
| Robert Lewandowski · Arkadiusz Milik · Kamil Glik · Jakub Błaszczykowski |                                | Cristiano Ronaldo · Renato Sanches · João Moutinho · Nani · Ricardo Quaresma |                                 |                                                              |

| 46 1 lipca 2016 21:00 CEST | Walia · Ashley Williams 31' · Hal Robson-Kanu 55' · Sam Vokes 86' | 3:1(1:1)Raport | Belgia · 13' Radja Nainggolan | Stade Pierre-Mauroy, Lille Widzów: 45 936 Sędzia: Damir Skomina |
|                            |                                                                   |                |                               |                                                                 |

| 47 2 lipca 2016 21:00 CEST | Niemcy · Mesut Özil 65' | 1:1 (dogr.) k. 6:5(0:0, 1:1; 1:1)Raport | Włochy · 78' (k.) Leonardo Bonucci | Stade Matmut-Atlantique, Bordeaux Widzów: 38 764 Sędzia: Viktor Kassai |
| |                         | |                                    |                                                                        |
| |                         | Rzuty karne |                                    |                                                                        |
| Toni Kroos · Thomas Müller · Mesut Özil · Julian Draxler · Bastian Schweinsteiger · Mats Hummels · Joshua Kimmich · Jérôme Boateng · Jonas Hector |                         | Lorenzo Insigne · Simone Zaza · Andrea Barzagli · Graziano Pellè · Leonardo Bonucci · Emanuele Giaccherini · Marco Parolo · Mattia De Sciglio · Matteo Darmian |                                    |                                                                        |

| 48 3 lipca 2016 21:00 CEST | Francja · Olivier Giroud 12', 59' · Paul Pogba 20' · Dimitri Payet 43' · Antoine Griezmann 45' | 5:2(4:0)Raport | Islandia · 56' Kolbeinn Sigþórsson · 84' Birkir Bjarnason | Stade de France, Saint-Denis Widzów: 76 833 Sędzia: Björn Kuipers |
|                            |                                                                                                |                |                                                           |                                                                   |

### Półfinały
| 49 6 lipca 2016 21:00 CEST | Portugalia · Cristiano Ronaldo 50' · Nani 53' | 2:0(0:0)Raport | Walia | Parc OL, Lyon Widzów: 55 679 Sędzia: Jonas Eriksson |
|                            |                                               |                |       |                                                     |

| 50 7 lipca 2016 21:00 CEST | Niemcy | 0:2(0:1)Raport | Francja · 45+2' (k.), 72' Antoine Griezmann | Stade Vélodrome, Marsylia Widzów: 64 078 Sędzia: Nicola Rizzoli |
|                            |        |                |                                             |                                                                 |

### Finał
| 51 10 lipca 2016 21:00 CEST | Portugalia · Éder 109' | 1:0 (dogr.)(0:0, 0:0; 0:0)Raport | Francja | Stade de France, Saint-Denis Widzów: 75 868 Sędzia: Mark Clattenburg |
|                             |                        |                                  |         |                                                                      |

MISTRZ EUROPY 2016

PORTUGALIA

PIERWSZY TYTUŁ

## Kartki
| 205 | 3 |

| Zawodnik                | Reprezentacja     |   |   |   |
| ----------------------- | ----------------- | - | - | - |
| Lorik Cana              | Albania           | 2 | ⇒ | 1 |
| Aleksandar Dragović     | Austria           | 2 | ⇒ | 1 |
| Shane Duffy             | Irlandia          | 0 | – | 1 |
| N’Golo Kanté            | Francja           | 3 |   |   |
| Bartosz Kapustka        | Polska            | 3 |   |   |
| William Carvalho        | Portugalia        | 3 |   |   |
| Burim Kukeli            | Albania           | 2 |   |   |
| Marouane Fellaini       | Belgia            | 2 |   |   |
| Thomas Vermaelen        | Belgia            | 2 |   |   |
| Laurent Koscielny       | Francja           | 2 |   |   |
| Adil Rami               | Francja           | 2 |   |   |
| Samuel Umtiti           | Francja           | 2 |   |   |
| Jeff Hendrick           | Irlandia          | 2 |   |   |
| Shane Long              | Irlandia          | 2 |   |   |
| Stuart Dallas           | Irlandia Północna | 2 |   |   |
| Birkir Bjarnason        | Islandia          | 2 |   |   |
| Alfreð Finnbogason      | Islandia          | 2 |   |   |
| Mats Hummels            | Niemcy            | 2 |   |   |
| Mesut Özil              | Niemcy            | 2 |   |   |
| Bastian Schweinsteiger  | Niemcy            | 2 |   |   |
| Artur Jędrzejczyk       | Polska            | 2 |   |   |
| Juraj Kucka             | Słowacja          | 2 |   |   |
| Martin Škrtel           | Słowacja          | 2 |   |   |
| Fabian Schär            | Szwajcaria        | 2 |   |   |
| Hakan Balta             | Turcja            | 2 |   |   |
| Joe Allen               | Walia             | 2 |   |   |
| James Chester           | Walia             | 2 |   |   |
| Ben Davies              | Walia             | 2 |   |   |
| Aaron Ramsey            | Walia             | 2 |   |   |
| Tamás Kádár             | Węgry             | 2 |   |   |
| Mattia De Sciglio       | Włochy            | 2 |   |   |
| Thiago Motta            | Włochy            | 2 |   |   |
| Graziano Pellè          | Włochy            | 2 |   |   |
| Amir Abrashi            | Albania           | 1 |   |   |
| Migjen Basha            | Albania           | 1 |   |   |
| Elseid Hysaj            | Albania           | 1 |   |   |
| Ergys Kaçe              | Albania           | 1 |   |   |
| Mërgim Mavraj           | Albania           | 1 |   |   |
| Ledian Memushaj         | Albania           | 1 |   |   |
| Ryan Bertrand           | Anglia            | 1 |   |   |
| Gary Cahill             | Anglia            | 1 |   |   |
| Daniel Sturridge        | Anglia            | 1 |   |   |
| Christian Fuchs         | Austria           | 1 |   |   |
| Martin Harnik           | Austria           | 1 |   |   |
| Martin Hinteregger      | Austria           | 1 |   |   |
| Marc Janko              | Austria           | 1 |   |   |
| Alessandro Schöpf       | Austria           | 1 |   |   |
| Toby Alderweireld       | Belgia            | 1 |   |   |
| Michy Batshuayi         | Belgia            | 1 |   |   |
| Thomas Meunier          | Belgia            | 1 |   |   |
| Jan Vertonghen          | Belgia            | 1 |   |   |
| Axel Witsel             | Belgia            | 1 |   |   |
| Milan Badelj            | Chorwacja         | 1 |   |   |
| Marcelo Brozović        | Chorwacja         | 1 |   |   |
| Ivan Perišić            | Chorwacja         | 1 |   |   |
| Marko Rog               | Chorwacja         | 1 |   |   |
| Darijo Srna             | Chorwacja         | 1 |   |   |
| Ivan Strinić            | Chorwacja         | 1 |   |   |
| Domagoj Vida            | Chorwacja         | 1 |   |   |
| Šime Vrsaljko           | Chorwacja         | 1 |   |   |
| David Pavelka           | Czechy            | 1 |   |   |
| Jaroslav Plašil         | Czechy            | 1 |   |   |
| David Limberský         | Czechy            | 1 |   |   |
| Tomáš Sivok             | Czechy            | 1 |   |   |
| Josef Šural             | Czechy            | 1 |   |   |
| Patrice Evra            | Francja           | 1 |   |   |
| Olivier Giroud          | Francja           | 1 |   |   |
| Blaise Matuidi          | Francja           | 1 |   |   |
| Paul Pogba              | Francja           | 1 |   |   |
| Jordi Alba              | Hiszpania         | 1 |   |   |
| Sergio Busquets         | Hiszpania         | 1 |   |   |
| Nolito                  | Hiszpania         | 1 |   |   |
| Sergio Ramos            | Hiszpania         | 1 |   |   |
| David Silva             | Hiszpania         | 1 |   |   |
| Séamus Coleman          | Irlandia          | 1 |   |   |
| James McCarthy          | Irlandia          | 1 |   |   |
| Stephen Ward            | Irlandia          | 1 |   |   |
| Glenn Whelan            | Irlandia          | 1 |   |   |
| Craig Cathcart          | Irlandia Północna | 1 |   |   |
| Steven Davis            | Irlandia Północna | 1 |   |   |
| Jonny Evans             | Irlandia Północna | 1 |   |   |
| Jamie Ward              | Irlandia Północna | 1 |   |   |
| Kári Árnason            | Islandia          | 1 |   |   |
| Aron Gunnarsson         | Islandia          | 1 |   |   |
| Hannes Þór Halldórsson  | Islandia          | 1 |   |   |
| Jóhann Berg Guðmundsson | Islandia          | 1 |   |   |
| Birkir Sævarsson        | Islandia          | 1 |   |   |
| Kolbeinn Sigþórsson     | Islandia          | 1 |   |   |
| Gylfi Sigurðsson        | Islandia          | 1 |   |   |
| Ari Freyr Skúlason      | Islandia          | 1 |   |   |
| Jérôme Boateng          | Niemcy            | 1 |   |   |
| Emre Can                | Niemcy            | 1 |   |   |
| Julian Draxler          | Niemcy            | 1 |   |   |
| Sami Khedira            | Niemcy            | 1 |   |   |
| Joshua Kimmich          | Niemcy            | 1 |   |   |
| Kamil Glik              | Polska            | 1 |   |   |
| Kamil Grosicki          | Polska            | 1 |   |   |
| Krzysztof Mączyński     | Polska            | 1 |   |   |
| Michał Pazdan           | Polska            | 1 |   |   |
| Sławomir Peszko         | Polska            | 1 |   |   |
| Łukasz Piszczek         | Polska            | 1 |   |   |
| Bruno Alves             | Portugalia        | 1 |   |   |
| Cédric                  | Portugalia        | 1 |   |   |
| José Fonte              | Portugalia        | 1 |   |   |
| Raphaël Guerreiro       | Portugalia        | 1 |   |   |
| João Mário              | Portugalia        | 1 |   |   |
| Rui Patrício (bramkarz) | Portugalia        | 1 |   |   |
| Pepe                    | Portugalia        | 1 |   |   |
| Cristiano Ronaldo       | Portugalia        | 1 |   |   |
| Adrien Silva            | Portugalia        | 1 |   |   |
| Ricardo Quaresma        | Portugalia        | 1 |   |   |
| Pawieł Mamajew          | Rosja             | 1 |   |   |
| Gieorgij Szczennikow    | Rosja             | 1 |   |   |
| Alexandru Chipciu       | Rumunia           | 1 |   |   |
| Vlad Chiricheș          | Rumunia           | 1 |   |   |
| Dragoș Grigore          | Rumunia           | 1 |   |   |
| Claudiu Keșerü          | Rumunia           | 1 |   |   |
| Alexandru Mățel         | Rumunia           | 1 |   |   |
| Adrian Popa             | Rumunia           | 1 |   |   |
| Andrei Prepeliță        | Rumunia           | 1 |   |   |
| Răzvan Raț              | Rumunia           | 1 |   |   |
| Cristian Săpunaru       | Rumunia           | 1 |   |   |
| Gabriel Torje           | Rumunia           | 1 |   |   |
| Ján Ďurica              | Słowacja          | 1 |   |   |
| Patrik Hrošovský        | Słowacja          | 1 |   |   |
| Róbert Mak              | Słowacja          | 1 |   |   |
| Viktor Pečovský         | Słowacja          | 1 |   |   |
| Vladimir Weiss          | Słowacja          | 1 |   |   |
| Valon Behrami           | Szwajcaria        | 1 |   |   |
| Johan Djourou           | Szwajcaria        | 1 |   |   |
| Breel Embolo            | Szwajcaria        | 1 |   |   |
| Granit Xhaka            | Szwajcaria        | 1 |   |   |
| Albin Ekdal             | Szwecja           | 1 |   |   |
| Erik Johansson          | Szwecja           | 1 |   |   |
| Victor Lindelöf         | Szwecja           | 1 |   |   |
| Martin Olsson           | Szwecja           | 1 |   |   |
| İsmail Köybaşı          | Turcja            | 1 |   |   |
| Volkan Şen              | Turcja            | 1 |   |   |
| Cenk Tosun              | Turcja            | 1 |   |   |
| Ozan Tufan              | Turcja            | 1 |   |   |
| Burak Yılmaz            | Turcja            | 1 |   |   |
| Jewhen Konoplanka       | Ukraina           | 1 |   |   |
| Ołeksandr Kuczer        | Ukraina           | 1 |   |   |
| Rusłan Rotań            | Ukraina           | 1 |   |   |
| Jewhen Sełezniow        | Ukraina           | 1 |   |   |
| Serhij Sydorczuk        | Ukraina           | 1 |   |   |
| Gareth Bale             | Walia             | 1 |   |   |
| Chris Gunter            | Walia             | 1 |   |   |
| Neil Taylor             | Walia             | 1 |   |   |
| Sam Vokes               | Walia             | 1 |   |   |
| Balázs Dzsudzsák        | Węgry             | 1 |   |   |
| Ákos Elek               | Węgry             | 1 |   |   |
| Zoltán Gera             | Węgry             | 1 |   |   |
| Richárd Guzmics         | Węgry             | 1 |   |   |
| Roland Juhász           | Węgry             | 1 |   |   |
| László Kleinheisler     | Węgry             | 1 |   |   |
| Ádám Lang               | Węgry             | 1 |   |   |
| Ádám Nagy               | Węgry             | 1 |   |   |
| Krisztián Németh        | Węgry             | 1 |   |   |
| Ádám Szalai             | Węgry             | 1 |   |   |
| Andrea Barzagli         | Włochy            | 1 |   |   |
| Leonardo Bonucci        | Włochy            | 1 |   |   |
| Gianluigi Buffon        | Włochy            | 1 |   |   |
| Giorgio Chiellini       | Włochy            | 1 |   |   |
| Daniele De Rossi        | Włochy            | 1 |   |   |
| Éder                    | Włochy            | 1 |   |   |
| Emanuele Giaccherini    | Włochy            | 1 |   |   |
| Lorenzo Insigne         | Włochy            | 1 |   |   |
| Marco Parolo            | Włochy            | 1 |   |   |
| Salvatore Sirigu        | Włochy            | 1 |   |   |
| Stefano Sturaro         | Włochy            | 1 |   |   |
| Simone Zaza             | Włochy            | 1 |   |   |

## Strzelcy
Uwaga: Lista nie obejmuje goli strzelonych w seriach rzutów karnych.

### 6 goli
- Antoine Griezmann

### 3 gole
- Olivier Giroud
- Dimitri Payet
- Álvaro Morata
- Nani
- Cristiano Ronaldo
- Gareth Bale

### 2 gole
- Romelu Lukaku
- Radja Nainggolan
- Ivan Perišić
- Robbie Brady
- Birkir Bjarnason
- Kolbeinn Sigþórsson
- Mario Gómez
- Jakub Błaszczykowski
- Bogdan Stancu
- Hal Robson-Kanu
- Balázs Dzsudzsák
- Graziano Pellè

### 1 gol
- Armando Sadiku
- Eric Dier
- Wayne Rooney
- Daniel Sturridge
- Jamie Vardy
- Alessandro Schöpf
- Toby Alderweireld
- Michy Batshuayi
- Yannick Ferreira Carrasco
- Eden Hazard
- Axel Witsel
- Luka Modrić
- Nikola Kalinić
- Ivan Rakitić
- Tomáš Necid
- Milan Škoda
- Paul Pogba
- Nolito
- Gerard Piqué
- Wes Hoolahan
- Gareth McAuley
- Niall McGinn
- Jón Daði Böðvarsson
- Gylfi Sigurðsson
- Ragnar Sigurðsson
- Arnór Ingvi Traustason
- Jérôme Boateng
- Julian Draxler
- Shkodran Mustafi
- Mesut Özil
- Bastian Schweinsteiger
- Robert Lewandowski
- Arkadiusz Milik
- Eder
- Ricardo Quaresma
- Renato Sanches
- Wasilij Bieriezucki
- Dienis Głuszakow
- Ondrej Duda
- Marek Hamšík
- Vladimír Weiss
- Admir Mehmedi
- Fabian Schär
- Xherdan Shaqiri
- Ozan Tufan
- Burak Yılmaz
- Aaron Ramsey
- Neil Taylor
- Sam Vokes
- Ashley Williams
- Zoltán Gera
- Zoltán Stieber
- Ádám Szalai
- Leonardo Bonucci
- Giorgio Chiellini
- Éder Citadin Martins
- Emanuele Giaccherini

### Gole samobójcze
- Ciaran Clark (dla Szwecji)
- Gareth McAuley (dla Walii)
- Birkir Sævarsson (dla Węgier)

## Klasyfikacja
| złoto                          | F | Portugalia        | 13 | 7 | 3 | 4 | 0 | 9  | 5 | +4 |
| srebro                         | A | Francja           | 16 | 7 | 5 | 1 | 1 | 13 | 5 | +8 |
| brąz                           | B | Walia             | 12 | 6 | 4 | 0 | 2 | 10 | 6 | +4 |
| brąz                           | C | Niemcy            | 11 | 6 | 3 | 2 | 1 | 7  | 3 | +4 |
| Wyeliminowane w ćwierćfinale   |   |                   |    |   |   |   |   |    |   |    |
| 5                              | E | Włochy            | 10 | 5 | 3 | 1 | 1 | 6  | 2 | +4 |
| 6                              | E | Belgia            | 9  | 5 | 3 | 0 | 2 | 9  | 5 | +4 |
| 7                              | C | Polska            | 9  | 5 | 2 | 3 | 0 | 4  | 2 | +2 |
| 8                              | F | Islandia          | 8  | 5 | 2 | 2 | 1 | 8  | 9 | −1 |
| Wyeliminowane w 1/8 finału     |   |                   |    |   |   |   |   |    |   |    |
| 9                              | D | Chorwacja         | 7  | 4 | 2 | 1 | 1 | 5  | 4 | +1 |
| 10                             | D | Hiszpania         | 6  | 4 | 2 | 0 | 2 | 5  | 4 | +1 |
| 11                             | A | Szwajcaria        | 6  | 4 | 1 | 3 | 0 | 3  | 2 | +1 |
| 12                             | B | Anglia            | 5  | 4 | 1 | 2 | 1 | 4  | 4 | 0  |
| 13                             | F | Węgry             | 5  | 4 | 1 | 2 | 1 | 6  | 8 | −2 |
| 14                             | B | Słowacja          | 4  | 4 | 1 | 1 | 2 | 3  | 6 | −3 |
| 14                             | E | Irlandia          | 4  | 4 | 1 | 1 | 2 | 3  | 6 | −3 |
| 16                             | C | Irlandia Północna | 3  | 4 | 1 | 0 | 3 | 2  | 3 | −1 |
| Wyeliminowane w fazie grupowej |   |                   |    |   |   |   |   |    |   |    |
| 17                             | D | Turcja            | 3  | 3 | 1 | 0 | 2 | 2  | 4 | −2 |
| 18                             | A | Albania           | 3  | 3 | 1 | 0 | 2 | 1  | 3 | −2 |
| 19                             | A | Rumunia           | 1  | 3 | 0 | 1 | 2 | 2  | 4 | −2 |
| 20                             | E | Szwecja           | 1  | 3 | 0 | 1 | 2 | 1  | 3 | −2 |
| 21                             | D | Czechy            | 1  | 3 | 0 | 1 | 2 | 2  | 5 | −3 |
| 22                             | F | Austria           | 1  | 3 | 0 | 1 | 2 | 1  | 4 | −3 |
| 23                             | B | Rosja             | 1  | 3 | 0 | 1 | 2 | 2  | 6 | −4 |
| 24                             | C | Ukraina           | 0  | 3 | 0 | 0 | 3 | 0  | 5 | −5 |

## Nagrody pieniężne
Łącznie 301 milionów euro zostało rozdzielonych między 24 drużyny biorące udział w turnieju, co stanowi wzrost w porównaniu z łączną ilością 196 milionów euro rozdzieloną w 2012. Każda drużyna została nagrodzona początkową ilością 8 milionów euro, a kolejne nagrody zależą od ich wyników. Najwyższa możliwa do zdobycia nagroda to 27 milionów euro (za wygranie wszystkich meczów grupowych i finału).
- Nagroda za udział: 8 milionów euro
- Remis w fazie grupowej: 500 tysięcy euro
- Zwycięstwo w fazie grupowej: 1 milion euro
- 1/8 finału: 1,5 miliona euro
- Ćwierćfinał: 2,5 miliona euro
- Półfinał: 4 miliony euro
- Finał: 5 milionów euro
- Mistrz: 8 milionów euro

| Lp. | Drużyna                              | Nagroda (w milionach euro) |
| --- | ------------------------------------ | -------------------------- |
| 1   | Portugalia                           | 25,5                       |
| 2   | Francja                              | 23,5                       |
| 3   | Niemcy                               | 18,5                       |
| 4   | Walia                                | 18                         |
| 5   | Polska                               | 14,5                       |
| 6   | Belgia Islandia Włochy               | 14                         |
| 9   | Chorwacja                            | 12                         |
| 10  | Anglia Węgry Hiszpania Szwajcaria    | 11,5                       |
| 14  | Irlandia Słowacja                    | 11                         |
| 16  | Irlandia Północna                    | 10,5                       |
| 17  | Albania Turcja                       | 9                          |
| 19  | Austria Czechy Rumunia Rosja Szwecja | 8,5                        |
| 24  | Ukraina                              | 8                          |

## Kontrowersje
- 17 czerwca w Saint-Étienne, na Stade Geoffroy-Guichard, w ostatnich 5 minutach 20. meczu Czechy–Chorwacja, mimo prowadzenia swojej drużyny 2:1, chorwaccy kibice wyrzucili na boisko kilka rac oraz pobili się między sobą. W efekcie mecz został chwilowo przerwany. W wyniku wybuchu jednej z rac został ogłuszony steward, lecz nic poważnego się nie stało. Służbom porządkowym udało się uspokoić sytuację. UEFA ukarała Chorwacki Związek Piłki Nożnej grzywną pieniężną w wysokości stu tysięcy euro[72].
- 20 czerwca, po 28. meczu Słowacja–Anglia, angielscy kibice zdeptali i znieważyli flagę Rzeczypospolitej Polskiej[73][74].
- 21 czerwca w Marsylii, na Stade Vélodrome, podczas 29. meczu Ukraina–Polska ukraińscy kibice rozłożyli flagę Organizacji Ukraińskich Nacjonalistów (OUN) z wizerunkiem jej przywódcy Stepana Bandery. Organizacja ta stworzyła Ukraińską Powstańczą Armię (UPA), która dokonała rzezi wołyńskiej i czystek etnicznych w Małopolsce Wschodniej w latach 1943–1945, podczas których wymordowano około stu tysięcy Polaków[75][76].
- 30 czerwca w Marsylii, na Stade Vélodrome, podczas pierwszego spotkania ćwierćfinałowego Polska–Portugalia polscy kibice odpalili race podczas śpiewania Mazurka Dąbrowskiego. Również portugalscy fani użyli rac. W 114. minucie jeden z portugalskich kibiców wbiegł na murawę, aby dotknąć Cristiano Ronaldo. Drugi kibic, również portugalskiej drużyny, wtargnął na murawę po zakończeniu meczu. UEFA wszczęła postępowanie zarówno wobec PZPN, jak i Portugalskiego Związku Piłki Nożnej[77]. Portugalczycy zostali ukarani karą pieniężną w wysokości dwóch tysięcy euro za użycie przez kibiców środków pirotechnicznych oraz pięciu tysięcy za wtargnięcie kibica w trakcie meczu. W związku z wkroczeniem drugiego kibica po zakończeniu spotkania UEFA wydała jedynie upomnienie. Decyzja w sprawie polskich kibiców została podjęta 21 lipca[78].
- Kontrowersje w meczu finałowym:  Osobny artykuł: Mistrzostwa Europy w Piłce Nożnej 2016/Finał.

## Prawa telewizyjne do pokazywania zawodów
| Kraj                 | Stacja telewizyjna           | Źródło                         |
| -------------------- | ---------------------------- | ------------------------------ |
| Albania              | Top Channel SuperSport       | [ 79 ]                         |
| Armenia              | ARMTV                        | [ 79 ] [ 80 ]                  |
| Austria              | ÖRF ATV                      | [ 79 ] [ 81 ] [ 82 ]           |
| Azerbejdżan          | İTV                          | [ 79 ] [ 80 ]                  |
| Belgia               | VRT RTBF                     | [ 79 ] [ 80 ]                  |
| Bośnia i Hercegowina | BHRT                         | [ 79 ] [ 80 ]                  |
| Bułgaria             | BNT Nova TV                  | [ 79 ] [ 80 ] [ 83 ]           |
| Chorwacja            | HRT                          | [ 79 ] [ 80 ]                  |
| Cypr                 | CyBC                         | [ 79 ] [ 80 ]                  |
| Czarnogóra           | RTCG                         | [ 79 ] [ 80 ]                  |
| Czechy               | ČT                           | [ 79 ] [ 80 ]                  |
| Dania                | DR TV 2                      | [ 79 ] [ 84 ] [ 85 ]           |
| Estonia              | ERR                          | [ 79 ] [ 80 ] [ 86 ]           |
| Finlandia            | Yle                          | [ 79 ]                         |
| Francja              | TF1 M6 beIN Sports           | [ 79 ] [ 87 ]                  |
| Grecja               | ERT                          | [ 88 ]                         |
| Gruzja               | GPB                          | [ 79 ] [ 80 ]                  |
| Holandia             | NOS                          | [ 79 ] [ 89 ]                  |
| Irlandia             | RTÉ TV3                      | [ 79 ] [ 90 ] [ 91 ]           |
| Islandia             | SkjárEinn                    | [ 79 ] [ 84 ] [ 92 ]           |
| Izrael               | Charlton                     | [ 79 ]                         |
| Kazachstan           | Saran Media                  | [ 79 ]                         |
| Kosowo               | RTK SuperSport               | [ 79 ]                         |
| Litwa                | LRT                          | [ 79 ] [ 80 ]                  |
| Łotwa                | LTV                          | [ 79 ] [ 80 ]                  |
| Macedonia            | MRT                          | [ 80 ]                         |
| Malta                | PBS                          | [ 79 ] [ 80 ]                  |
| Mołdawia             | TRM                          | [ 79 ] [ 80 ]                  |
| Niemcy               | ARD ZDF ProSiebenSat.1       | [ 79 ] [ 93 ] [ 94 ]           |
| Norwegia             | NRK TV2                      | [ 79 ] [ 95 ]                  |
| Polska               | Polsat TVP                   | [ 79 ] [ 96 ] [ 97 ] [ 98 ]    |
| Portugalia           | RTP                          | [ 79 ] [ 99 ]                  |
| Rosja                | Pierwyj kanał WGTRK Match TV | [ 100 ]                        |
| Rumunia              | Dolce                        | [ 79 ]                         |
| Serbia               | RTS                          | [ 79 ] [ 80 ]                  |
| Słowacja             | RTVS                         | [ 79 ] [ 80 ]                  |
| Słowenia             | RTVSLO                       | [ 79 ] [ 80 ]                  |
| Szwajcaria           | SRG SSR                      | [ 79 ] [ 80 ]                  |
| Szwecja              | SVT TV4                      | [ 101 ]                        |
| Turcja               | TRT Digiturk                 | [ 102 ] [ 103 ] [ 104 ]        |
| Ukraina              | Ukraina                      | [ 79 ] [ 105 ]                 |
| Węgry                | MTV                          | [ 79 ] [ 80 ]                  |
| Wielka Brytania      | BBC ITV S4C                  | [ 79 ] [ 106 ] [ 107 ] [ 108 ] |
| Włochy               | RAI Sky Sport                | [ 109 ] [ 110 ]                |

| Kraj                 | Stacja telewizyjna                                              | Źródło                  |
| -------------------- | --------------------------------------------------------------- | ----------------------- |
| Afryka Północna      | beIN Sports                                                     | [ 79 ] [ 111 ] [ 112 ]  |
| Afryka Subsaharyjska | SuperSport TV Media Sport                                       | [ 79 ] [ 113 ] [ 114 ]  |
| Ameryka Łacińska     | Televideo Services                                              | [ 79 ] [ 115 ]          |
| Angola               | SportTV                                                         | [ 79 ]                  |
| Australia            | beIN Sports SBS                                                 | [ 116 ] [ 117 ]         |
| Azja Południowa      | Sony Pictures Networks                                          | [ 118 ]                 |
| Brazylia             | Rede Globo                                                      | [ 79 ] [ 115 ]          |
| Brunei               | Astro                                                           | [ 79 ]                  |
| Chiny                | CCTV                                                            | [ 79 ]                  |
| Filipiny             | ABS-CBN                                                         | [ 79 ]                  |
| Hongkong             | beIN Sports                                                     | [ 79 ] [ 119 ]          |
| Indonezja            | RCTI Global TV Indovision                                       | [ 115 ] [ 120 ] [ 121 ] |
| Japonia              | MP & Silva                                                      | [ 79 ]                  |
| Kambodża             | GMM Grammy                                                      | [ 79 ]                  |
| Kanada               | TSN RDS                                                         | [ 79 ] [ 122 ]          |
| Karaiby              | ESPN                                                            | [ 79 ] [ 123 ]          |
| Kirgistan            | Saran Media                                                     | [ 79 ]                  |
| Korea Południowa     | MBC(Munhwa Broadcasting Company) MBC Sports Plus(Channel 1 & 2) | [ 79 ]                  |
| Laos                 | GMM Grammy                                                      | [ 79 ]                  |
| Malezja              | Astro                                                           | [ 79 ] [ 115 ] [ 124 ]  |
| Meksyk               | OTI                                                             | [ 79 ] [ 115 ]          |
| Mjanma               | Sky Net                                                         | [ 79 ]                  |
| Południowa Afryka    | SuperSport                                                      | [ 113 ]                 |
| Singapur             | Eleven Sports Network                                           | [ 125 ]                 |
| Stany Zjednoczone    | ESPN                                                            | [ 79 ] [ 122 ]          |
| Tadżykistan          | Saran Media                                                     | [ 79 ]                  |
| Tajlandia            | GMM Grammy                                                      | [ 79 ] [ 126 ]          |
| Turkmenistan         | Türkmenistan Sport                                              |                         |
| Uzbekistan           | Sport                                                           |                         |
| Wenezuela            | Meridiano Televisión                                            | [ 115 ]                 |
| Wietnam              | VTV                                                             | [ 127 ]                 |

| Kraj            | Stacja radiowa | Źródło          |
| --------------- | -------------- | --------------- |
| Europa          | EBU            | [ 80 ]          |
| Francja         | Radio France   | [ 128 ]         |
| Polska          | Polskie Radio  | [ 129 ]         |
| Portugalia      | RTP            | [ 130 ]         |
| Wielka Brytania | BBC Talksport  | [ 106 ] [ 131 ] |

## EURO 2016 w Polsce
Choć transmisje telewizyjne meczów EURO z udziałem polskiej reprezentacji w fazie grupowej nie pobiły wyników oglądalności meczów EURO 2012, transmisja meczu ćwierćfinałowego Polska – Portugalia była wydarzeniem sportowym z największą oglądalnością w historii polskich badań telemetrycznych. Oglądalność poszczególnych rozgrywek widoczna jest poniżej. Tabela nie obejmuje widzów ipla, programów Polsat Sport 2 i Polsat Sport 3 (dostęp do nich wykupiło łącznie około 400 tysięcy widzów) oraz strony sport.tvp.pl, na której mecz Niemcy – Polska zanotował 700 tysięcy odtworzeń.
| Data            | Godzina    | Faza         | Przeciwnik        | Widzowie TVP1 | Widzowie Polsatu | Widzowie Polsatu Sport | Widzowie meczu razem | Źródło  |
| --------------- | ---------- | ------------ | ----------------- | ------------- | ---------------- | ---------------------- | -------------------- | ------- |
| 12 czerwca 2016 | 18:00 CEST | Mecz grupowy | Irlandia Północna | 7019          | 4118             | 869                    | 12006                | [ 135 ] |
| 16 czerwca 2016 | 21:00 CEST | Mecz grupowy | Niemcy            | 7934          | 5482             | 936                    | 14352                | [ 136 ] |
| 21 czerwca 2016 | 18:00 CEST | Mecz grupowy | Ukraina           | 6735          | 5169             | 735                    | 12639                | [ 137 ] |
| 25 czerwca 2016 | 15:00 CEST | 1/8 finału   | Szwajcaria        | 6577          | 4540             | 816                    | 11933                | [ 138 ] |
| 30 czerwca 2016 | 21:00 CEST | 1/4 finału   | Portugalia        | 8071          | 6885             | 1019                   | 15975                | [ 132 ] |

Transmisja meczów bez udziału Polaków dostępna była w serwisie ipla oraz na kanałach Polsat Sport 2 i Polsat Sport 3, jednakże część spotkań pokazywano także w kanale otwartym Polsat, gdzie oglądało je między 2 a 2,6 miliona widzów. Mecz otwarcia, dwa mecze 1/8 finału, dwa ćwierćfinały, oba półfinały i finał emitowała także TVP1.